# Cernunnos

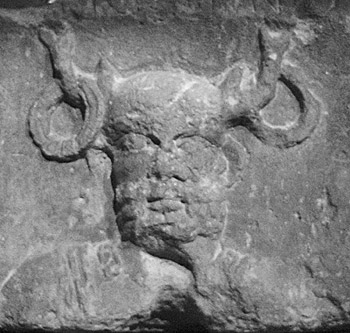
Immagine di Cernunnos dal Pilier des nautes ("Pilastro dei barcaioli"), Parigi.

Nella mitologia celtica, Cernunnos è un Dio della fecondità, della virilità, della caccia, della guerra, dell'abbondanza, degli animali, della natura selvaggia e anche della morte e dell'oltretomba. Come "Dio Cornuto", Cernunnos fu una delle numerose divinità simili presenti in molte culture antiche. È associato alla figura Oltretombale del Dis Pater.

## Origini
Dalle fonti archeologiche si sa che Cernunnos veniva adorato in Gallia, in Italia settentrionale (Gallia cisalpina) e sulla costa meridionale della Britannia. Sembra che il dio "cornuto" fosse comunque una divinità preceltica di origine sciamanica adorata in tutto il continente indoeuropeo. Interessante vedere alcune incisioni di epoca paleolitica e le rappresentazioni del proto-Paśupati (dio degli animali) del 3000 a.C. della Civiltà della valle dell'Indo. In quest'ultima, la divinità precedente a Shiva è rappresentata con molti attributi simili a Cernunnos e nella stessa posizione. Quella che probabilmente è la più antica immagine di Cernunnos si trova tra le Incisioni rupestri della Val Camonica, in Italia, e risale al IV secolo a.C., mentre la più conosciuta si trova sul famoso Calderone di Gundestrup della Danimarca pregermanica e risalente al I secolo a.C. costruito nell'odierna Bulgaria da artigiani celtici o seguendo questo stile, che testimonia l'interesse per questa divinità anche al di fuori del territorio gallico.
Nella religione gallo-romana, il suo nome è noto dal "Pilastro dei barcaioli" (Pilier des nautes), un monumento ora situato al Musée Nationale du Moyen Age a Parigi. Fu costruito da marinai celti all'inizio del I secolo d.C., dall'iscrizione (CIL XIII number 03026) probabilmente nell'anno 14, all'inizio del principato di Tiberio. Fu trovato nel 1710 nelle fondamenta della cattedrale di Notre-Dame sul sito di Lutetia, la civitas capitale della tribù celtica dei Parisii. Raffigura Cernunnos e altre divinità celtiche insieme a divinità romane come Giove, Vulcano, Castore e Polluce.
Il Pilier des nautes fornisce la prima evidenza scritta del nome della divinità. Ulteriori evidenze sono fornite da due placche identiche di metallo da Steinsel-Rëlent nel Lussemburgo, nel territorio della tribù celtica dei Treveri. Queste iscrizioni (AE 1987, 0772) si leggono Deo Ceruninco, "al Dio Cerunincos". Infine, un'iscrizione gallica (RIG 1, number G-224) scritta in lettere greche da Montagnac (Hérault, Linguadoca-Rossiglione, Francia) si legge αλλετ[ει]υος καρνονου αλ[ι]σο[ντ]εας che ci dà il nome "Carnonos".

## Etimologia

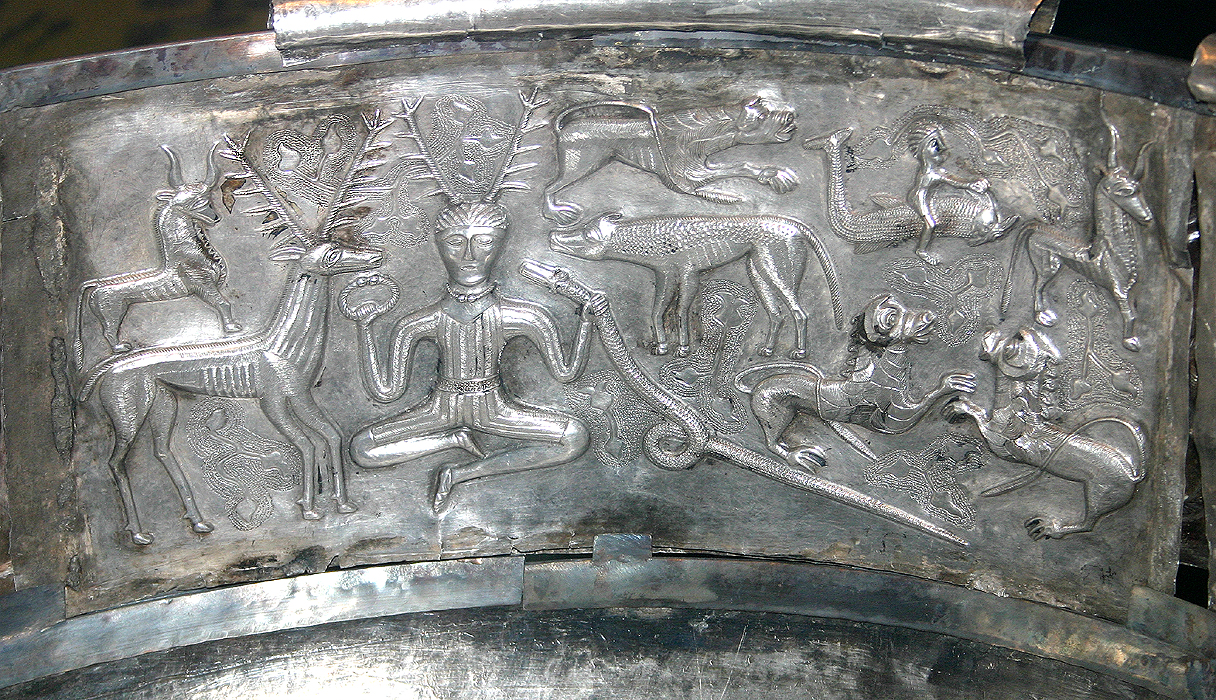
Dettaglio del calderone di Gundestrup con la raffigurazione del dio Cernunnos.

Sulla iscrizione dei Parisii [_]ernunnos, la prima lettera fu cancellata, ma può essere agevolmente restituita in "Cernunnos" a causa della raffigurazione di un dio con le corna sotto il nome e dal fatto che in gallico, carnon o cernon significa "corno". Similmente cern significa "corno" o "capo" in Antico Irlandese ed è etimologicamente affine al termine simile carn in Gallese e Bretone. Queste derivano dalla radice proto-indoeuropea *krno- che ha dato anche il latino cornu e germanico *hurnaz (dal quale l'inglese "horn").
La stessa radice gallica si trova nei nomi di tribù come i Carnuti, i Carni e i Carnonaci e nel nome della tromba gallica da guerra, la carnyx.
Perciò, la forma proto-celtica di questo teonimo può essere ricostruita o come *Cerno-on-os o come *Carno-on-os, entrambi col significato di "divinità maschile cornuta". Il tema -on- si trova di frequente, ma non esclusivamente, nei teonimi (esempi: Map-on-os, Ep-on-a, Matr-on-ae, Sir-on-a).
Seguendo le leggi fonetiche celtiche, la forma romano-britannica di questo teonimo proto-celtico deve essere verosimilmente stata *Cernonos o *Carnonos, entrambe direttamente comparabili con la forma gallica Cernunnos.

## Iconografia

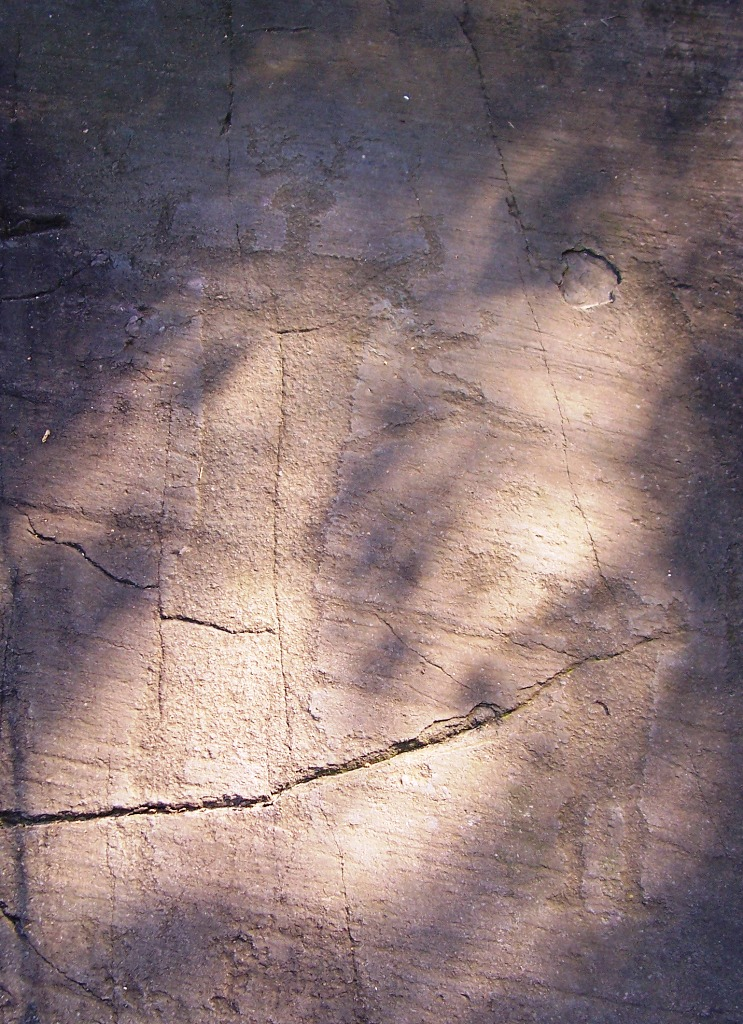
Cernunnos inciso al Parco nazionale delle incisioni rupestri di Naquane in Val Camonica.

Le raffigurazioni di Cernunnos sono notevolmente coerenti in tutto il mondo celtico. Il suo attributo più caratteristico è costituito dalle sue corna di cervo, ed è di solito raffigurato come un uomo maturo con barba e capelli lunghi. Indossa un torquis, un collare ornamentale usato dai Celti come segno di nobiltà. Egli spesso indossa altri torc ai polsi o appesi alle corna, e ha una borsa piena di soldi. Di solito viene raffigurato seduto a gambe incrociate, in una posizione che alcuni hanno interpretato come meditativa o sciamanica, sebbene possa riflettere soltanto il fatto che i Celti si accovacciavano quando cacciavano.
Cernunnos è quasi sempre raffigurato con degli animali, in particolare il cervo. È frequentemente associato anche con un animale particolare che sembra appartenere prima di tutto a lui: un serpente con le corna di un ariete. Questa creatura potrebbe essere una divinità essa stessa. Meno frequentemente, è associato anche con altri animali, compresi il toro (a Reims), il cane e il topo. A causa della sua frequente associazione con animali, gli studiosi spesso descrivono Cernunnos come "Signore degli animali" o "Signore del mondo selvatico". A causa della sua associazione col cervo (un animale particolarmente cacciato) è anche descritto come "Signore della caccia". È interessante che il Pilier des nautes lo colleghi con i marinai e con il commercio, suggerendo che egli fosse associato anche con la ricchezza materiale come dimostra anche la borsa con le monete del Cernunnos di Reims (Marne, Champagne, Francia) - nell'antichità, Durocortorum, la civitas capitale della tribù dei Remi - e il cervo che vomita monete proveniente da Niedercorn-Turbelslach (Lussemburgo) nel territorio dei Treveri.

## Medioevo
Tracce del dio sopravvissero in epoca cristiana. Le tradizioni letterarie sia del Galles che d'Irlanda contengono allusioni a questo Dio, è stato infatti ipotizzato come sua ipostasi Arawn del Mabinogion, mentre in Bretagna il leggendario San Korneli (o Cornély) a Carnac ha gli attributi di Cernunnos.
È stato ipotizzato che Sacerno, frazione di Calderara di Reno e conosciuta nel Medioevo come San Chierno, derivi il suo nome da Kernumnos, poi deformato in San Cernumnos e San Chiernunnos, il cui culto locale è attestato dal ritrovamento di una lapide antica che lo raffigura.. È stato anche ipotizzato che il mito inglese di Herne il Cacciatore sia un'allusione a Cernunnos, sebbene sembri che Herne sia una sopravvivenza delle credenze dei Sassoni, piuttosto che dei Celti, e sia menzionato per la prima volta nel 1597 nella commedia di William Shakespeare Le allegre comari di Windsor, Atto 4, Scena 4.

## Neopaganesimo
Nella Wicca viene talvolta usata l'iconografia derivata dalla storica cultura celtica, compresa l'immagine di Cernunnos al quale si fa riferimento come il Dio Cornuto. Questa versione di Cernunnos è poco fondata, più che sul piano storico, sul piano del simbolismo fallico, fuso con elementi presi da Pan. Gli aderenti generalmente seguono per Cernunnos un ciclo di vita-fertilità-morte, sebbene la sua morte sia adesso posta solitamente a Samhain, la festività celtica del nuovo anno solitamente posta al 31 ottobre. Si deve notare, comunque, che la Wicca non è in alcun modo una esatta ricostruzione della religione e della cultura celtica, nonostante le pretese di alcuni Wiccan.

## Influenza culturale
All'iconografia di Cernunnos si è ispirato il regista d'animazione Miyazaki per la figura dello Shishigami, divinità cervide che compare nel suo film Princess Mononoke. Viene rappresentato come personaggio negativo nel libro terzo della saga I segreti di Nicholas Flamel, l'immortale, I segreti di Nicholas Flamel, l'immortale - L'incantatrice. Viene raffigurato come una creatura feroce e primordiale, con zampe caprine e il volto di un uomo bellissimo, sormontato da palchi di cervo. Nella serie TV Pagan Peak il capo spirituale di una comunità neopagana austriaca utilizza il nickname Cernunnos per divulgare il proprio pensiero attraverso il web. Nella serie TV franco-belga Zone Blanche - Black Spot la figura di Cernunnos ne pervade tutto il racconto (2 stagioni per un totale di 16 puntate) pur non comparendo quasi mai. Tutta la trama si sviluppa nella piccola cittadina, fittizia, di Villefranche che sorge in mezzo ad una fitta foresta, e tra le montagne, foresta che è viva ed abitata da un essere che viene assimilato alla divinità celtica di cui ha le sembianze.